# Bonniers konversationslexikon
Bonniers konversationslexikon är ett svenskt uppslagsverk som gavs ut i två upplagor. Den första utgåvan kom 1922–1929 i tolv band samt ett supplement. Huvudredaktör var Yngve Lorents och Gotthard Johansson. En andra upplaga utkom i 15 band inklusive supplement 1937–1949 med Axel Elvin som huvudredaktör.
En uppföljare till Bonniers konversationslexikon fick det något förenklade namnet Bonniers lexikon och gavs ut i en upplaga på 1960-talet och en helt omarbetad upplaga på 1990-talet.
Den första upplagan digitaliserades av Projekt Runeberg i februari 2022.